# آي روبوت
شركة آي روبوت (بالإنجليزية: iRobot Corporation)‏ هي شركة تكنولوجيا أمريكية تصمم وتصنع روبوتات للمستهلكين. تم تأسيسها في عام 1990 من قبل ثلاثة أعضاء في مختبر الذكاء الاصطناعي التابع لمعهد ماساتشوستس للتكنولوجيا، والذين صمموا روبوتات لاستكشاف الفضاء والدفاع العسكري. تشمل منتجات الشركة مجموعة من المكانس الكهربائية المنزلية (Roomba) ومماسح الأرضيات (Braava) وأجهزة التنظيف الأخرى.

## تاريخ
تأسست شركة آي روبوت في عام 1990 على يد رودني بروكس وكولين أنجل وهيلين غرينر بعد العمل في مختبر الذكاء الاصطناعي التابع لمعهد ماساتشوستس للتكنولوجيا.
- في عام 1998، حصلت الشركة على عقد بحث من وكالة داربا أدى إلى تطوير سلسلة PackBot.[8]
- في سبتمبر 2002، كشفت الشركة النقاب عن رائد الروبوتات المنزلية Roomba، والذي باع مليون وحدة بحلول عام 2004.[9]
- بدأ تداول الشركة في بورصة ناسداك في نوفمبر 2005، تحت رمز IRBT.[10]
- في 17 سبتمبر 2012 ، أعلنت آي روبوت أنها استحوذت على Evolution Robotics، الشركة المصنعة لممسحة الأرضيات الآلية Mint.[11]

باعت شركة آي روبوت أكثر من 30 مليون روبوت منزلي، ونشرت أكثر من 5000 روبوت للدفاع والأمن، وذلك حتى عام 2020.
بالإضافة إلى نشرها كوحدات للتخلص من القنابل مع الجيش الأمريكي في العراق وأفغانستان، فقد تم استخدام سلسلة PackBots لجمع البيانات في ظروف خطرة في موقع الكارثة النووية في فوكوشيما، كما اكتشف iRobot Seaglider برك النفط تحت الماء بعد تسرب النفط في ديب ووتر هورايزون.
في فبراير 2016 ، أعلنت الشركة أنها ستبيع أعمالها في مجال الروبوتات العسكرية لشركة Arlington Capital Partners، من أجل التركيز أكثر على السوق الاستهلاكية.